# IC 4745
IC 4745 ist eine Spiralgalaxie vom Hubble-Typ Sab im Sternbild Pfau am Südsternhimmel. Sie ist schätzungsweise 206 Millionen Lichtjahre von der Milchstraße entfernt.
Das Objekt wurde am 20. Juli 1901 von DeLisle Stewart entdeckt.